# Trnovski gozd (Vogelschutzgebiet)
Das europäische Vogelschutzgebiet Trnovski gozd (deutsch: Ternowaner Wald) liegt auf dem Gebiet der Stadtgemeinde Nova Gorica der Gemeinde Ajdovščina und der Gemeinde Idrija im Westen Sloweniens. Das etwa 105 km² große Gebiet umfasst den Ternowaner Wald, eine verkarstete Hochebene im Dinarischen Gebirge. Das Gebiet ist zu 97 % bewaldet, wobei Buchen- und Tannenwälder dominieren. 
Das Gebiet grenzt im Süden unmittelbar an das Vogelschutzgebiet Vipavski rob.

## Schutzzweck
Folgende Vogelarten sind für das Gebiet gemeldet; Arten, die im Anhang I der Vogelschutzrichtlinie geführt sind, sind mit * gekennzeichnet:
| Bild             | Anhang I | EU Code | Art              | wissenschaftlicher Name |
| ---------------- | -------- | ------- | ---------------- | ----------------------- |
| Raufußkauz       | *        | A223    | Raufußkauz       | Aegolius funereus       |
| Haselhuhn        | *        | A104    | Haselhuhn        | Bonasa bonasia          |
| Weißrückenspecht | *        | A239    | Weißrückenspecht | Dendrocopos leucotos    |
| Schwarzspecht    | *        | A236    | Schwarzspecht    | Dryocopus martius       |
| Sperlingskauz    | *        | A217    | Sperlingskauz    | Glaucidium passerinum   |
| Dreizehenspecht  | *        | A241    | Dreizehenspecht  | Picoides tridactylus    |
| Habichtskauz     | *        | A220    | Habichtskauz     | Strix uralensis         |
| Auerhuhn         | *        | A108    | Auerhuhn         | Tetrao urogallus        |